# Koffie F. Rombouts
Koffie F. Rombouts is een Belgisch bedrijf dat koffie verwerkt en verhandelt. Het familiebedrijf heeft haar hoofdzetel in Aartselaar en verhandelt koffieproducten voor de retail, de horeca en voor kantoren. Het bedrijf kreeg de titel van hofleverancier.

## Geschiedenis
Het bedrijf ontstond in 1896 in Antwerpen, toen Frans Rombouts, werkzaam in de Antwerpse haven voor een import- en opslagbedrijf van goederen (waaronder koffiebonen) uit Belgisch-Congo, met een gehuurde brandtrommel een koffiebranderij oprichtte. Verkocht Frans Rombouts zijn koffie aanvankelijk nog deur-aan-deur met een bakfiets aan kruideniers, zijn bedrijf groeide onder leiding van zijn kinderen en kleinkinderen in de loop van de 20ste eeuw verder uit tot een multinational. Frans Rombouts was ook de bedenker van het bedrijfslogo dat bestaat uit een schildje met daarin drie boven elkaar staande vinkjes. Rombouts zette in het orderboekje steeds drie vinkjes: een eerste bij het plaatsen van de bestelling van de koffiebonen, een tweede bij de levering en een derde bij de controle ervan.
Voor Expo 58 introduceerde Rombouts de individuele koffiefilter, waarmee men afzonderlijke kopjes koffie kon zetten. In de jaren 60 bracht men het product in de handel. In 1966 kreeg Koffie F. Rombouts de titel van Gebrevetteerd Hofleverancier van België.
In 1968 breidde het bedrijf internationaal uit door het Franse Cafés Malonge te kopen. In de jaren 80 opende men in Frankrijk een aantal "Malongo Cafés", waar men koffie kan kopen en degusteren. In 1989 verhuisde men van de oude fabriek aan de Rudolfstraat in Antwerpen naar een nieuwe branderij langs de A12 in Aartselaar.
In de jaren 90 bracht Rombouts een reeks fairtrade-producten op de markt en introduceerde men een espresso-apparaat met koffiepads.
Momenteel wordt het bedrijf, dat intussen filialen en vestigingen heeft in 35 landen, 580 werknemers telt en een jaaromzet heeft van 160 miljoen euro, geleid door Xavier Rombouts, de achterkleinzoon van stichter Frans Rombouts.